# Робърт Бенкън
Робърт Луис Бенкън (на английски: Robert Louis Behnken) e американски инженер и астронавт на НАСА, участник в два космически полета.

## Образование
Робърт Бенкън завършва колежа Pattonville High School  в Сейнт Луис, Мисури през 1988 г. През 1992 г. завършва Университета Вашингтон в Сейнт Луис, Мисури с бакалавърски степени по физика и инженерна механика. През 1993 г. получава магистърска степен по инженерна механика, а през 1997 защитава докторат по същата специалност в Технологичния институт Пасадена, Калифорния.

## Военна кариера
Робърт Бенкън постъпва на активна военна служба в USAF след дипломирането си през 1992 г. Назначен е като инженер и технически мениджър по новите оръжейни системи на американските изтребители F-15 и F-16. Завършва школа за тест пилоти в авиобазата Едуардс, Калифорния. Става експериментален тест инженер и програмен тест директор на свръхмодерния стелт изтребител F-22 Раптор. На него, Бенкън регистрира 780 полетни часа в експериментални условия.

## Служба в НАСА
Робърт Бенкън e избран за астронавт от НАСА на 26 юли 2000 г., Астронавтска група №18. Взема участие в два космически полета. Има в актива си 6 космически разходки с обща продължителност 37 часа и 33 минути – 29 – то постижение към 2013 г. През август 2018 г. е назначен за пилот на първата мисия с новия космически кораб от пето поколение Crew Dragon.

## Полети
Робърт Бенкън лети в космоса като член на екипажа на две мисии:
| Космически полети на Робърт Луис Бенкън                          | Космически полети на Робърт Луис Бенкън | Космически полети на Робърт Луис Бенкън | Космически полети на Робърт Луис Бенкън | Космически полети на Робърт Луис Бенкън | Космически полети на Робърт Луис Бенкън | Космически полети на Робърт Луис Бенкън |
| №                                                                | Дата                                    | КК                                      | Емблема на мисията                      | Функции                                 | Продължителност                         |                                         |
| ---------------------------------------------------------------- | --------------------------------------- | --------------------------------------- | --------------------------------------- | --------------------------------------- | --------------------------------------- | --------------------------------------- |
| 1                                                                | 11 март 2008                            | „Индевър“, мисия STS-123                |                                         | Специалист на мисията                   | 15 денонощия 18 часа 12 мин. 27 сек.    |                                         |
| 2                                                                | 8 февруари 2010                         | „Индевър“, мисия STS-130                |                                         | Специалист на мисията                   | 13 денонощия 18 часа 08 мин. 03 сек.    |                                         |
| 3                                                                | 27 май 2020                             | „Crew Dragon“, мисия SpX-DM2            |                                         | Пилот                                   |                                         |                                         |
| Сумарно време в космоса – 29 денонощия 12 часа 17 минути 30 сек. |                                         |                                         |                                         |                                         |                                         |                                         |

## Административна дейност
През август 2012 г. Робърт Бенкън става 14 – тия Директор на Астронавтския офис на НАСА. Той поема този пост от своята предшественичка Пеги Уитсън.

## Личен живот
Робърт Бенкън е женен за астронавта от НАСА Катрин Макартър.

## Награди
- Медал за похвала на USAF (2);
- Медал за постижения на USAF.